# Mozia
(Diodoro Siculo)
Mozia (o anche Mothia, Motya) fu un'antica città fenicia, sita sull'isola di San Pantaleo, nello Stagnone di Marsala. L'isola si trova di fronte alla costa occidentale della Sicilia, tra l'Isola Grande e la terraferma, ed appartiene alla Fondazione Whitaker.

## Geografia

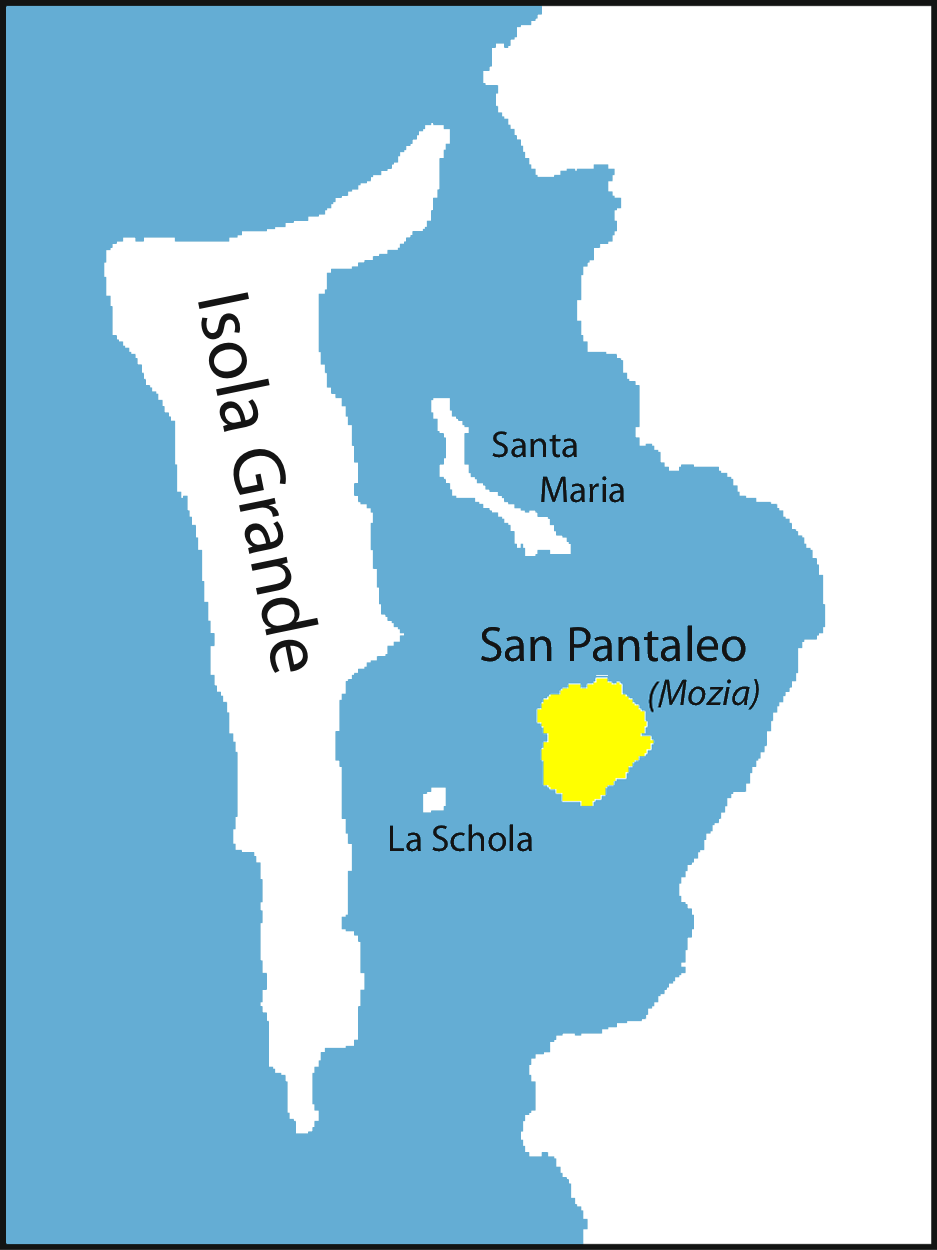
L'isola di San Pantaleo e le altre Isole dello Stagnone di Marsala (TP).

L'antica città sorgeva sull'isola di San Pantaleo, una delle isole dello Stagnone di Marsala (TP).

## Storia

### Età antica

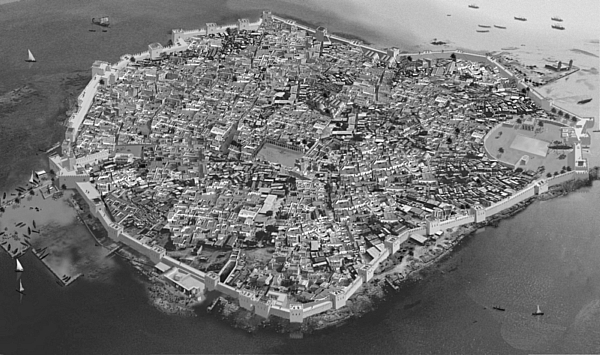
Ricostruzione aerea dell'isola, così come doveva apparire verso la fine del V secolo a.C.

Mozia fu probabilmente interessata dalle esplorazioni dei mercanti-navigatori fenici, che si spinsero nel Mar Mediterraneo occidentale, a partire dalla fine del XII secolo a.C.: dovette rappresentare un punto d'approdo e una base commerciale morfologicamente molto simile alla città fenicia di Tiro. Il nome antico in fenicio era Mtw, Mtw o Hmtw, come risulta dalle legende monetali; il nome riportato in greco, Motye, Μοτύη, è citato anche da Tucidide e da Diodoro Siculo. Intorno alla metà dell'VIII secolo a.C., con l'inizio della colonizzazione greca in Sicilia, Tucidide riporta che i Fenici si ritirarono nella parte occidentale dell'isola, più esattamente nelle tre città di loro fondazione: Mozia, Solunto e Palermo. Archeologicamente è testimoniato un insediamento della fine dell'VIII secolo a.C., preceduto da una fase protostorica sporadica ed alquanto modesta. Le fortificazioni che circondano l'isola possono essere forse collegate alle spedizioni greche in Sicilia occidentale di Pentatlo e Dorieo nel VI secolo a.C.

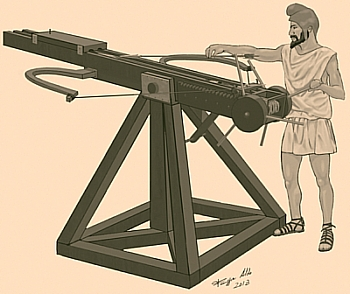
Gastraphetes di Bitone, arma probabilmente usata nell'assedio del 397 a.C.

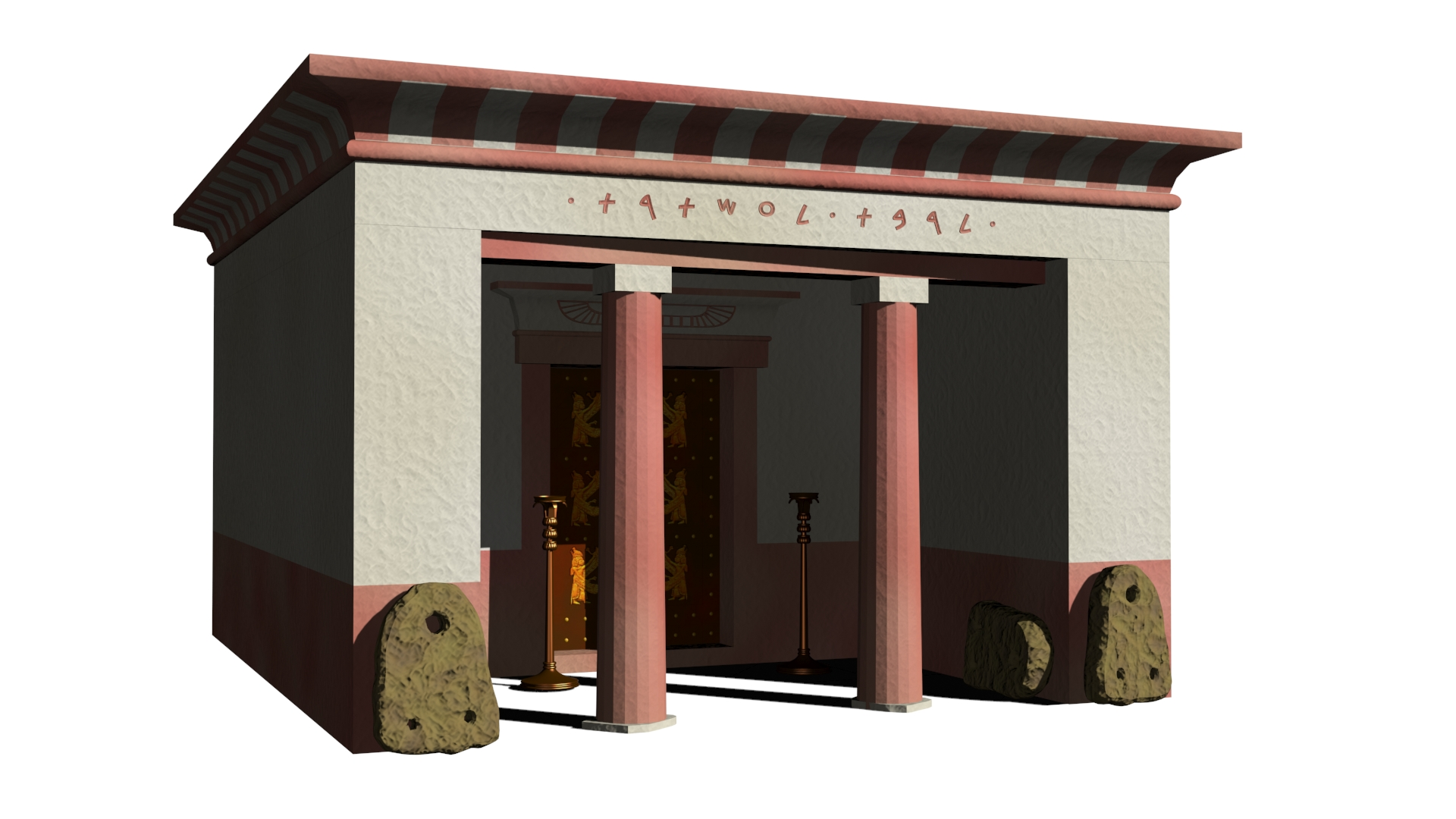
Isola di Mozia. Tempio di Astarte, periodo 550–470 a.C. Ricostruzione 3D ideata sulla base delle lezioni e dei materiali del prof. Lorenzo Nigro (Sapienza Università di Roma)

Nel 400 a.C. Dionisio di Siracusa prese e distrusse la città all'inizio della sua campagna di conquista delle città elime e puniche della Sicilia occidentale; l'anno successivo Mozia venne ripresa dai Cartaginesi, ma perse di importanza in conseguenza della fondazione di Lilibeo. Dopo la battaglia delle Isole Egadi nel 241 a.C. tutta la Sicilia passò sotto il dominio romano, ad eccezione di Siracusa: Mozia doveva essere quasi del tutto abbandonata, dal momento che vi si sono rinvenute solo pochissime tracce di nuova frequentazione, generalmente singole ville di epoca ellenistica o romana. Di pregevole valore sono invece reperti d’epoca fenicia come il Giovane di Mozia e la c.d. “Stele del re di Mozia” , tra i frutti di una cinquantennale missione archeologica dell'Università La Sapienza guidata prima da Antonia Ciasca e poi da Lorenzo Nigro. 

### Età medievale e moderna
Nell'XI secolo l'isola fu donata dai Normanni all'abbazia di Santa Maria della Grotta di Marsala e vi si insediarono i monaci basiliani di Palermo, che diedero poi essi stessi il nome San Pantaleo all'isola, dedicandola al santo fondatore dell'ordine. Nella seconda metà del XVI secolo, insieme ai monasteri di Palermo e Marsala, passò ai Gesuiti. La prima identificazione dell'isola con l'antica Mozia risale al viaggiatore e studioso tedesco Filippo Cluverio nel XVII secolo e notizie dei resti archeologici sull'isola si hanno nei testi di diversi eruditi del Settecento. Nel 1792 fu data come feudo al notaio Rosario Alagna insignito con il titolo di Barone di Mothia. Sotto il suo patrocinio incominciarono i primi scavi archeologici, in seguito all'autorizzazione del principe di Torremuzza e poi di Monsignore Alfonso Airoldi, custodi alle antichità della Sicilia occidentale. Il barone fu nominato sovrintendente alle antichità del territorio di Trapani e diresse alcuni scavi su ordine del monsignor Airoldi, rinvenendo nel 1793 un gruppo scultoreo riproducente due leoni che azzannano un toro; i reperti archeologici sono oggi conservati ed esposti al museo Whitaker dell'isola. Nel 1806 passò in mano a piccoli proprietari che la coltivarono soprattutto a vigneto, coltivazione attiva ancora oggi. Ricerche archeologiche scarsamente documentate furono condotte nel 1865, 1869 e 1872 e vi scavò senza risultati anche Heinrich Schliemann nell'ottobre del 1875; nel 1883 Innocenzo Coglitore identificò definitivamente il sito con l'antica Mozia.

### Età contemporanea

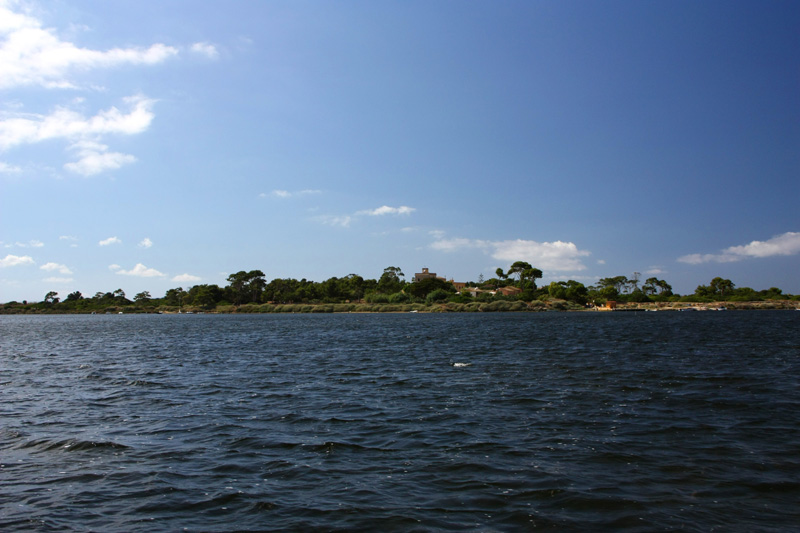
Isola di Mozia

Agli inizi del Novecento l'intera isola fu acquistata da Joseph Whitaker, archeologo ed erede di una famiglia inglese che si era trasferita in Sicilia arricchendosi con la produzione del marsala. Fu lui a promuovere i primi veri e propri scavi archeologici, che iniziarono nel 1906 e proseguirono fino al 1929: si misero in luce il santuario fenicio-punico del Cappiddazzu, parte della necropoli arcaica, la cosiddetta Casa dei Mosaici, l'area del tofet, le zone di Porta Nord e di Porta Sud e della Casermetta; Whitaker si occupò inoltre della sistemazione degli scavi, acquistando l'isola e sistemandovi il museo.
Nel 1930 lo scavo del santuario del Cappiddazzu fu portato a termine da Pirro Marconi, ma solamente dal 1955 gli scavi furono proseguiti da una missione archeologica inglese dell'Università di Leeds, diretta da Benedikt Isserlin e a cui partecipò anche Pierre Cintas, celebre archeologo che aveva già scavato a Cartagine: le indagini interessarono le zone di Porta Sud e di Porta Nord ed il Kothon, e fu rimessa in luce una capanna preistorica nell'area del Cappiddazzu. Nel 1964 altre indagini furono condotte da La Sapienza di Roma con Sabatino Moscati insieme alla locale soprintendenza archeologica diretta da Vincenzo Tusa; gli scavi interessarono l'area del Cappiddazzu, il tofet, l'area industriale a sud della necropoli arcaica e il centro abitato. Dal 1971 l'isola è di proprietà della Fondazione "Giuseppe Whitaker", costituita e voluta dalla nipote Delia, oggi scomparsa; dal 1974 vi ha condotto scavi Antonia Ciasca, soprattutto nelle cinta muraria, mentre dal 1977 Gioacchino Falsone e Antonella Spanò Giammellaro dell'Università di Palermo hanno svolto diverse campagne - tuttora in corso - nel centro abitato tra il santuario del Cappiddazzu e l'area della Porta Nord. Nel 1985 gli scavi hanno interessato la Casa dei Mosaici con Enrico Acquaro, mentre nel 1987 la Soprintendenza ha ripreso gli scavi all'abitato, nella Casa delle Anfore e nella Zona B, sotto la direzione di Maria Luisa Famà. Nel 2005 sono state avviate le prime indagini di archeologia subacquea, dirette da Sebastiano Tusa della Soprintendenza del Mare, che hanno riportato alla luce sulla strada sommersa delle strutture identificabili come delle banchine.
Dal 2002 al 2012 gli scavi de La Sapienza hanno completamente rivoluzionato le conoscenze sull'antica Mozia. Gli scavi, diretti da Lorenzo Nigro sono stati condotti in sei diverse zone dell'Isola: la Zona C, in corrispondenza del cosiddetto kothon che si è rivelato come la piscina sacra di un Tempio dedicato al dio Baal 'Addir, dove sono stati raggiunti i primi livelli dell'occupazione fenicia di Mozia risalenti alla prima metà dell'VIII secolo a.C. e una serie di tre templi sovrapposti (Tempio C5, C1 e C2), e, all'interno di un temenos circolare altre installazioni cultuali; la Zona D, alle pendici occidentali dell'acropoli, dove sono state portate alla luce due residenze, la "Casa del Sacello domestico" e la "Casa del Corno di Tritone", per via di interessanti ritrovamenti effettuati al loro interno, tra i quali un corno di conchiglia; la Zona B, alle pendici orientali dell'acropoli, dove è stato messo in luce un ampio edificio con una serie di pozzi, che ha restituito un'arula con una sfinge alata; la Zona F, dove è stata scavata la Porta Ovest e l'annessa Fortezza Occidentale; un sacello dedicato alla dea Astarte era stato inglobato nel settore più occidentale della Fortezza; in esso sono state rinvenute due statue della dea e diverse arule; il tofet dove le indagini, riprese nel 2009 grazie ad un intervento della Soprintendenza di Trapani, di restauro e valorizzazione dell'area hanno portato all'identificazione dell'ingresso al santuario dove si sacrificavano i bambini e alla scoperta di un ambiente cultuale ad esso collegato. Gli scavi della Sapienza hanno portato all'identificazione delle sorgenti di acqua dolce che alimentavano il bacino del kothon e l'adiacente area sacra del Tempio di Baal. 
Inoltre, nella campagna 2012 è stato identificato il possibile nome della statua nota come Giovane di Mozia: si tratterebbe di un eroe omerico, il mirmidone Alcimedonte, auriga occasionale del carro di Achille durante la battaglia per il recupero del corpo di Patroclo sotto le mura di Troia.

## Archeologia

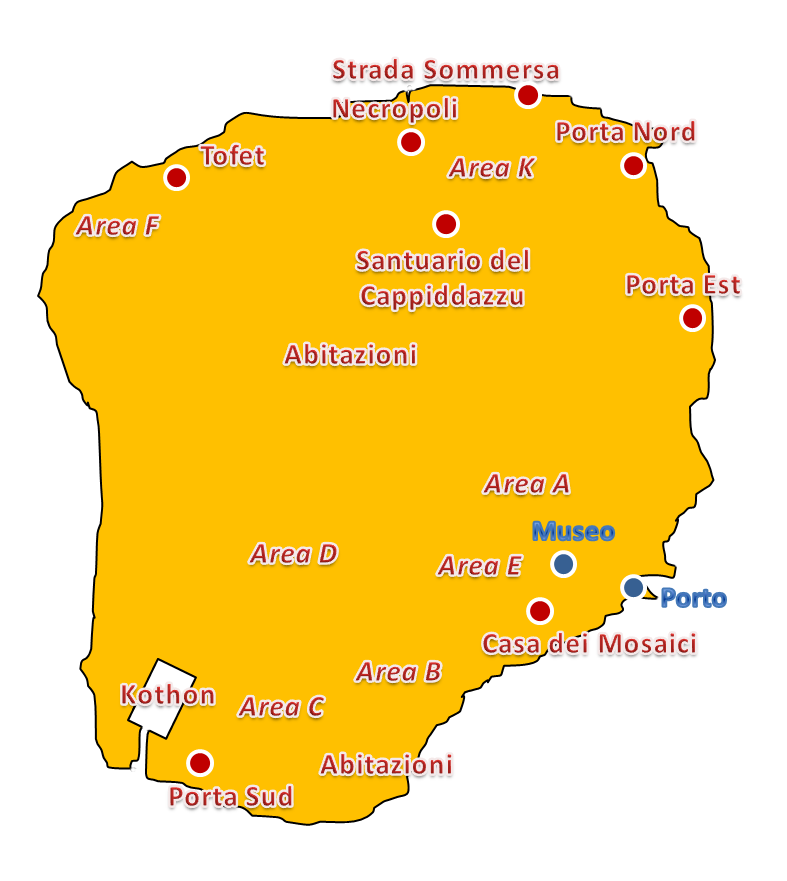
I principali siti dell'isola.

La topografia generale della città fenicio-punica è ricavabile sia dai resti archeologici messi in luce dagli scavi, in particolare dal percorso della cinta muraria, sia dalle condizioni fisiche del terreno e dai dati ricavabili dalla fotografia aerea. Nel settore meridionale dell'isola è presente una zona allungata relativamente elevata (6-7 metri s.l.m.), che costituiva forse l'acropoli della città ("zona B"), affiancata sulla costa da due aree più basse (2 metri s.l.m.): in quella occidentale è stato messo in luce il kothon (porto interno) della città, all'origine forse stagno o zona paludosa. Verso nord un'altra modesta elevazione (5-6 metri s.l.m.) è occupata dal santuario di "Cappiddazzu", a cui arriva una strada proveniente dalla Porta Nord. I dati archeologici sembrano riferire alla seconda metà del VI secolo a.C. una prima fase di sistemazione urbana, nella quale furono realizzate imponenti opere pubbliche (fortificazioni, sistemazione delle zone portuali e del kothon, ampliamento di santuari, strada di collegamento con la terraferma). La parte centrale dell'isola è percorsa da un sistema stradale con lunghe arterie (approssimativamente nord-est/sud-ovest) che s'incontrano ad angolo retto formando un reticolo largo e relativamente regolare per i quartieri d'abitazione, piuttosto estesi, ma presumibilmente intervallati da giardini ed orti. I quartieri lungo la spiaggia sono invece orientati sempre secondo la linea di costa, su tutto il perimetro dell'isola. Nella periferia settentrionale si trova la parte centrale della necropoli e il tofet, mentre lungo la costa settentrionale e orientale si estende un quartiere di officine; presso il kothon un altro quartiere ospitava probabilmente cantieri navali o magazzini. Sulla costa meridionale si trova la ricca residenza della "casa dei Mosaici". Il collegamento tra il centro e i quartieri periferici sarebbe assicurato da una via anulare, un tratto della quale potrebbe riconoscersi al margine della zona industriale a sud della necropoli. Si è supposto che il diverso orientamento derivi da una successiva sistemazione del centro cittadino, ispirato alla pianificazione regolare delle città greche, usata in Sicilia e in Magna Grecia dal V secolo a.C., mentre i quartieri periferici seguirebbero un impianto precedente. Planimetria analoga a quella di Mozia ha l'abitato punico nel sito moderno di Kerkouane, al Capo Bon, in Tunisia.

### Fortificazioni

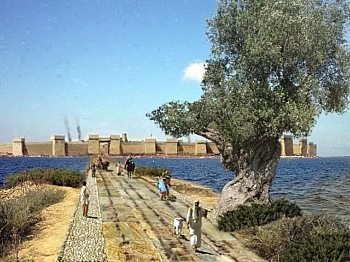
Ricostruzione del lato nord della città e della unica via d'accesso

La cinta muraria, lunga circa 2,5 km, racchiude tutta l'isola ed è fondata sul banco in calcare tenero che si alza appena (circa 2-3 metri) sulla brevissima spiaggia. Se ne conservano resti soprattutto nelle parti di sud-est, est e nord (le strutture erano a tratti ancora in piedi nel Seicento e nel Settecento). I resti oggi visibili, esito di diverse fasi di costruzione e restauro, sempre sul medesimo tracciato, si presentano con muratura in scheggioni di roccia o a blocchi squadrati di dimensioni varie o con altre tecniche più semplici. Si sono individuate quattro grandi fasi, tra la seconda metà del VI e la fine del V secolo a.C. Alcuni restauri, con ricostruzioni delle parti alte in mattoni sembrano successive alla conquista siracusana del 397 a.C.:
- prima fase, con muro (spesso m 1-1,10 circa) e torri rettangolari a due vani (m 8x5,50 circa), in piccole pietre; distanza regolare fra le due torri di circa m 20-21;
- seconda fase, con muro (spessore m 2,60 circa), con zoccolo in pietre di dimensioni medio-grandi ed alzato in mattoni crudi, a metà della cortina si apre spesso una postierla;
- terza fase, con muro a paramento esterno in opera quadrata, con blocchi disposti in opera per testa e per taglio; torri quadrangolari (media m 12x5) e torri precedenti riadattate; alzato forse in mattoni crudi;
- quarta fase, con muro (spessore 5 m circa) in scheggioni di roccia, torri quadrate (m 12x12 circa) o riadattate.

La prima fase si riferisce ad un primo impianto unitario del muro, con misure precise e la serie di torri ravvicinate che richiama le tecniche difensive ricorrenti nel Vicino Oriente antico. L'attività edilizia delle fasi successive interessò invece solo restauri nei settori che ne presentavano la necessità. Di particolare impegno le ricostruzioni della quarta fase, che hanno richiesto il trasporto di ingenti quantità di materiale da costruzione non presente sull'isola.

### Porta Nord

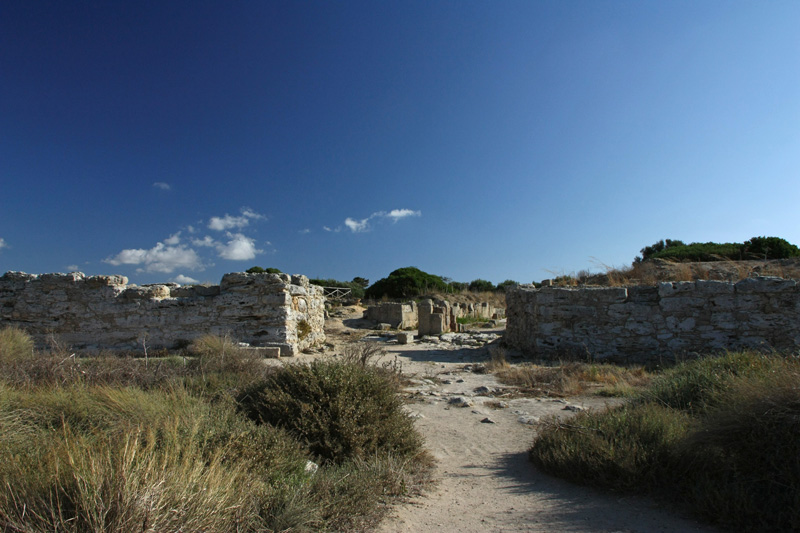
Porta nord

L'ingresso alla città (Porta Nord) si articolava attraverso tre porte successive, a circa 22 m l'una dall'altra, ognuna delle quali era costituita da due aperture affiancate separate da un muro centrale. Le strutture meglio conservate sono relative alla porta più esterna, cui forse era pertinente, come fregio di coronamento, il gruppo scultoreo di due felini che azzannano un toro, conservato nel museo. Nella zona fra la porta e la costa gli scavi hanno individuati tre livelli stradali, di cui è visibile l'ultimo, con ampliamento della sede stradale a circa 10 m di larghezza, pavimentato con grandi lastre di calcare su cui sono visibili i solchi dei carri. Le aree laterali pavimentate in ciottoli sono forse interpretabili come passaggi pedonali. All'interno della porta questa pavimentazione più recente era preceduta da quattro livelli pavimentati in ciottoli. Ai lati della strada sorgono due piccoli complessi: quello occidentale consiste in un edificio centrale a pianta rettangolare, di cui si conservano solo le fondazioni, racchiuso ad est e a sud da un recinto con parte inferiore in blocchi di pietra accuratamente squadrati e alzato in mattoni crudi. A circa m 1,50 ad est, sorge una struttura pressoché quadrata, più piccola (il lato misura circa 2 metri), della quale resta soltanto il basamento in pietra. L'edificio maggiore presenta due fasi: nel VI secolo a.C. fu edificato un sacello rettangolare (m 2,52 x 4,11), prostilo o in antis con facciata a nord. A questa fase del complesso appartengono un frammento di capitello dorico di calcare rivestito di stucco, confrontabile con quelli del tempio F di Selinunte, e un frammento di rilievo in calcare con scena di battaglia, conservato nel museo. In una seconda fase della prima metà del V secolo a.C. il sacello più antico fu sostituito da un edificio quadrato (m 3,93 x 4,11), al quale apparterrebbero alcuni frammenti di capitelli angolari di tipo foliato, d'ispirazione orientale, ora esposti nello spiazzo antistante il museo. Il sacello venne quindi distrutto probabilmente in occasione dell'assedio siracusano del 397 a.C. In corrispondenza dei sacelli la strada appare interrotta e una fila di massi, forse uno sbarramento eretto in occasione dell'assedio.
Il complesso orientale, molto rovinato, è costituito da un'area rettangolare (circa 5 x 7 metri) delimitata ad est e ad ovest da rozzi muri a piccole pietre e a sud da un muro a blocchi squadrati alla prima fase del sacello maggiore nel VI secolo a.C. Anche in questo secondo edificio esistono tracce di una ristrutturazione degli inizi del V secolo a.C. Nell'area si sono rinvenute tre anfore infisse nella sabbia, la cui funzione non è ancora chiara. Gli strati riferibili all'ultima fase dell'impianto, numerosi frammenti di ciotole e piccoli piatti utilizzati probabilmente per il culto. Il santuario sia per le forme architettoniche che per le caratteristiche dei depositi votivi sembra riferibile ad un culto greco-punico.

### La strada

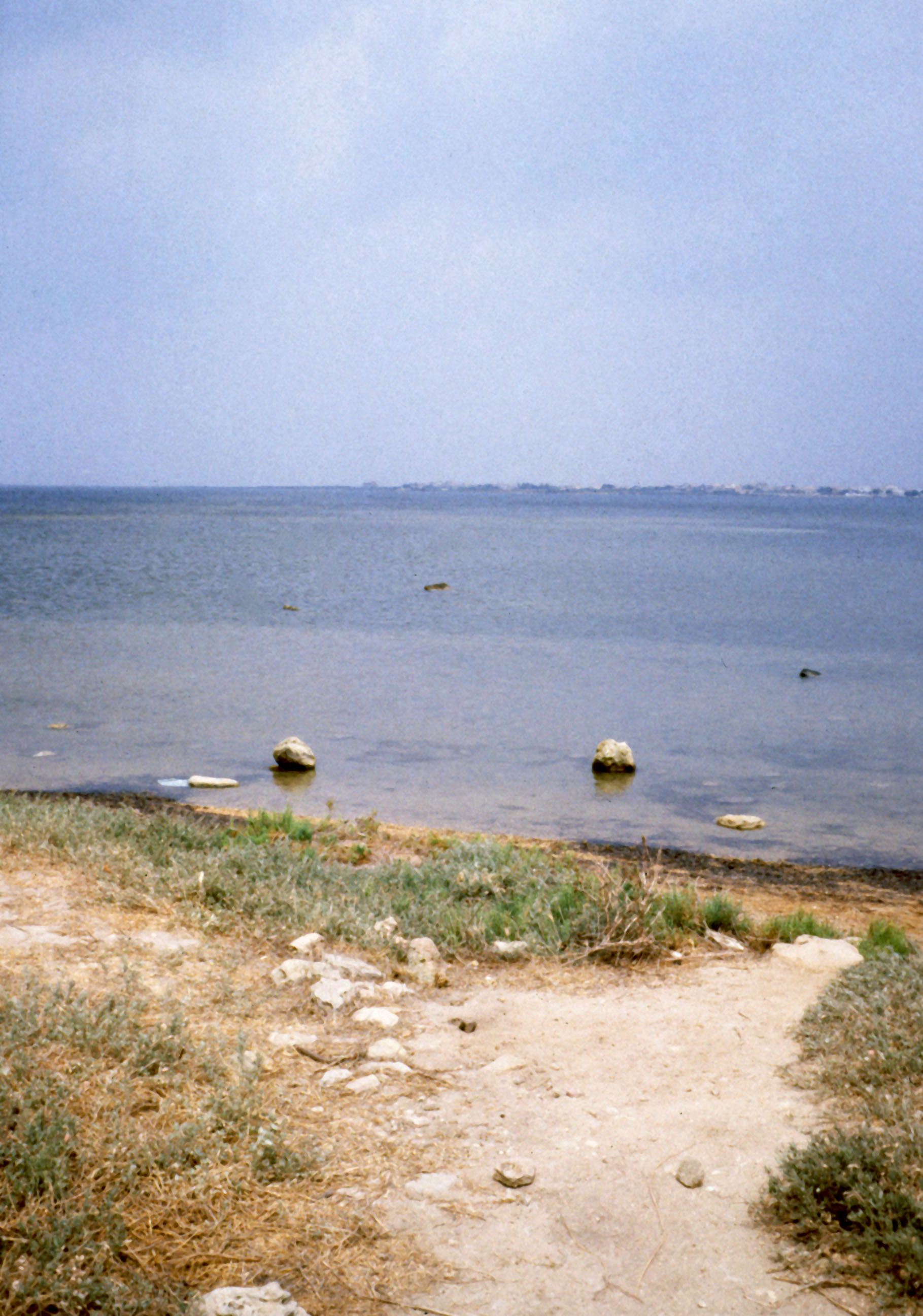
Inizio della strada

L'asse viario che usciva dalla Porta Nord, proseguiva con una strada artificiale che collegava l'isola con il promontorio di Birgi sulla terraferma. La strada lunga circa 1,7 km e larga circa 7 m, in modo da consentire il passaggio di due carri affiancati, è conservata a tratti e attualmente è sommersa per l'innalzamento del livello del mare. Era costruita sopra una massicciata larga circa 12,50 m alla base, ricoperta da lastre in pietra irregolari (ampie dai 40 cm ai 60 cm), ed è affiancata da muretti guardrail alti cm 45.
La strada fu realizzata intorno alla metà del VI secolo a.C., in relazione allo spostamento della necropoli sul promontorio di Birgi (dove sono state rinvenute tombe ad inumazione con sarcofagi monolitici di arenaria o a cassa con lastroni di pietra databili tra il VI e la fine del V secolo a.C.). Tuttavia una necropoli contemporanea esisteva anche sul litorale nord-orientale dell'isola. Sulla base delle foto aeree alcune strutture sommerse in grandi blocchi squadrati disposte ad ovest della strada sembrano formare una sorta di molo per un porticciolo, di cui la stessa strada artificiale e una scogliera parallela alla costa dovevano costituire le banchine di attracco. In corrispondenza del limite costiero attuale è stata rinvenuta una pavimentazione realizzata con ciottoli sopra un letto di terra e sabbia. A circa 500 m dalla Porta Nord la strada si allargava in una piazzola (m 10 x 14) costruita con grandi blocchi squadrati, luogo di sosta o base per un piccolo edificio.

### Santuario del Cappiddazzu

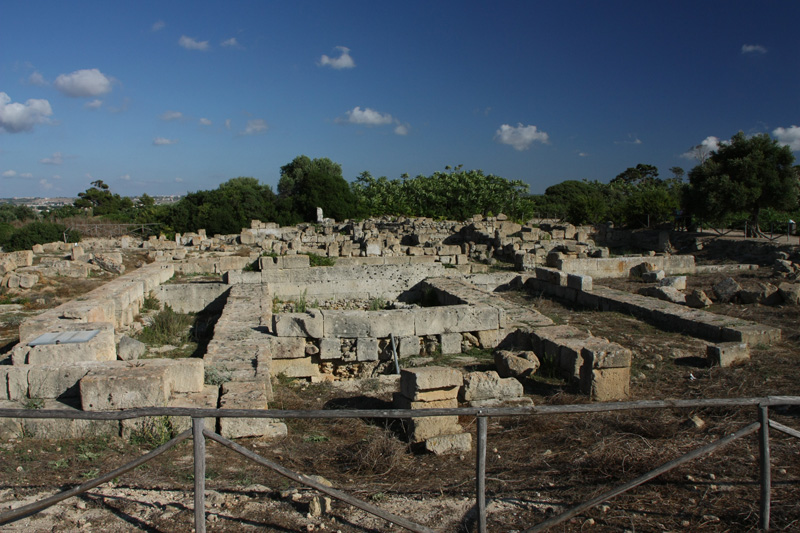
Santuario del Cappiddazzu

All'interno delle mura, a poca distanza dalla Porta Nord sorge l'area sacra del santuario di Cappiddazzu (in siciliano "cappellaccio", usato per indicare un cappello dalla larga falda). In una prima fase (inizi del VII secolo a.C.) sono datate una serie di fosse scavate nella roccia e profonde circa 30 cm, disposte all'interno di una fossa più grande, nelle quali furono rinvenute ossa di ovini e bovini, utilizzate dunque probabilmente per i sacrifici. Nella seconda fase, attribuita alla seconda metà del VII secolo a.C. venne costruito un primo edificio con muretti in pietrame grezzo, affiancato da un pozzetto costruito nella medesima tecnica. Ad una terza fase del V secolo a.C. sono riferibili frammenti architettonici di capitelli d'anta a gola egizia pertinenti ad un edificio in pietra che dovette essere distrutto nell'assedio del 397 a.C. e i cui materiali furono poi riutilizzati nelle fondazioni dell'edificio ricostruito. I resti attualmente meglio visibili si riferiscono alla quarta fase, la ricostruzione del IV secolo a.C., che consiste in un grande edificio a pianta tripartita a nord, inserito in un ampio recinto di m 27,40 x 35,40. Davanti all'edificio sacro si conserva una struttura costituita da una lastra di pietra rettangolare con un grosso foro al centro e due semifori ai lati, posta entro un recinto in pietre rozzamente sagomate e destinata probabilmente a contenere tre betili conici. Si conservano inoltre i resti di una grande cisterna ovale e tracce di intonaci e pavimenti di diverse epoche (saggi recenti hanno individuato tracce di interventi tra il I secolo a.C. e il V secolo d.C. I resti di una piccola basilica bizantina furono eliminati negli scavi degli inizi del Novecento e sono conosciuti solo da uno schizzo.

### Area produttiva
Sulla costa settentrionale ed orientale dell'isola sono stati rinvenuti i resti di alcuni impianti destinati alla produzione e alla lavorazione. I più significativi finora individuati sorgono a nord del "santuario di Cappidazzu" (zone "K" e "K est"), e a sud della necropoli arcaica. Nell'area "K" si sviluppa un complesso destinato alla produzione di ceramica, parzialmente scavato. Il complesso sembra essere stato impiantato nel VI secolo a.C. e aver subito una ristrutturazione nel V secolo a.C., per essere poi distrutto nel corso dell'assedio siracusano del 397 a.C. Un edificio bipartito si addossa verso nord alle mura cittadine. Vi si accedeva dal lato sud attraverso uno spazio scoperto con un piccolo forno all'angolo sud-ovest, abbandonato in una seconda fase e ricoperto da una pavimentazione in acciottolato. Nel pavimento era inserito un grande recipiente (pithos) e vi si apriva inoltre un pozzo quadrangolare scavato nella roccia, con tacche nelle pareti per la discesa, a cui si collegano condutture fittili. In questo spazio doveva trovarsi inoltre i depositi per l'argilla e per il materiale non ancora sottoposto a cottura. L'ambiente più settentrionale era coperto da un tetto poggiante su due pilastri.

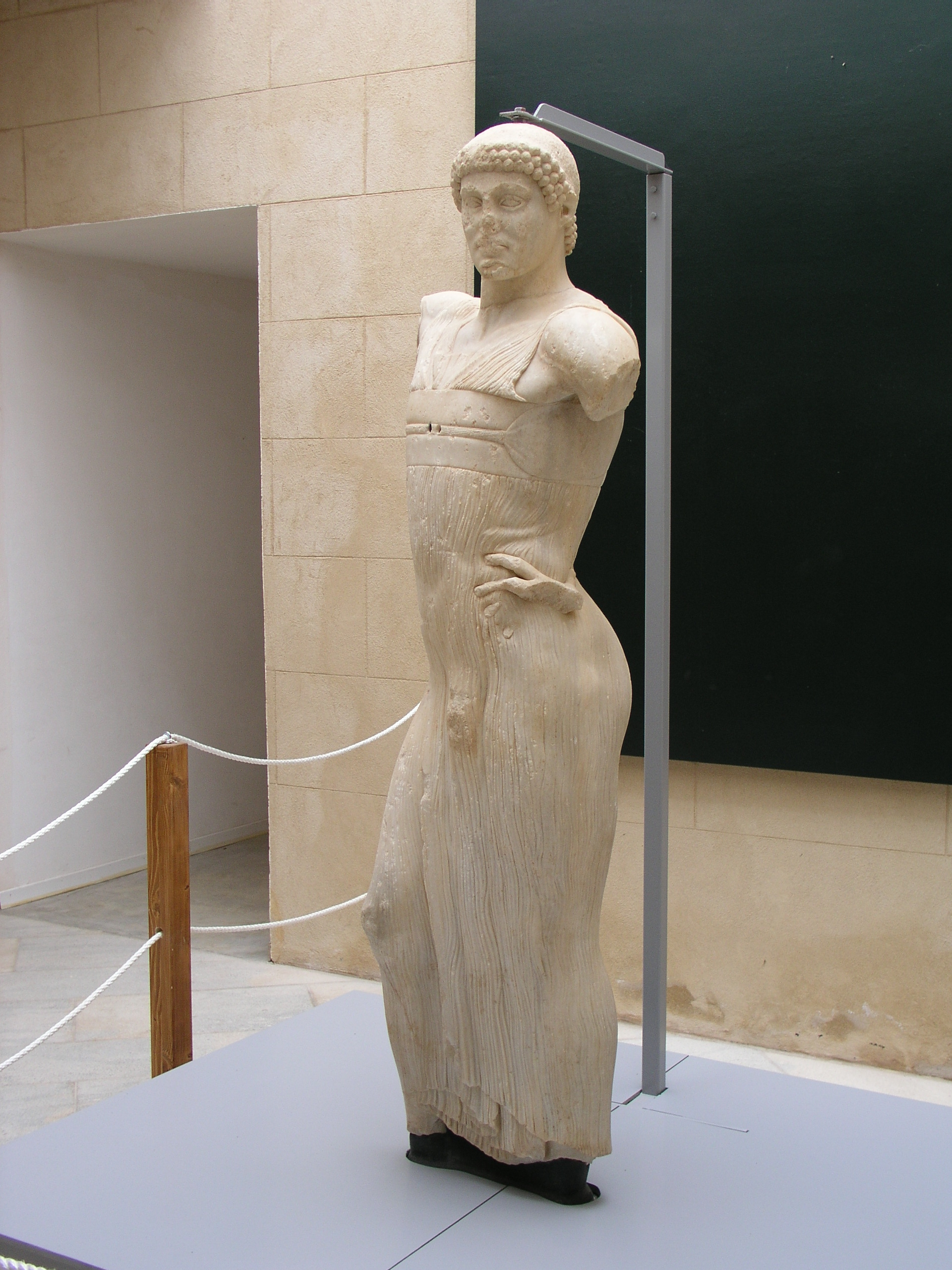
Giovinetto di Mozia

A sud-est si trova un forno più grande, con pianta a forma polilobata, presso il quale è stato rinvenuto capovolto un grande bacino in pietra con becco di scolo, probabilmente utilizzato per la lavorazione dell'argilla. A nord del forno un più antico pozzo fu successivamente ricoperto da un pavimento. A sud del complesso si trova un ampio spazio aperto, bordato lungo il suo margine settentrionale da altre installazioni. Nella limitrofa area "K est" è stato rinvenuto un pozzo circolare scavato nella roccia, successivamente abbandonato e ricoperto da un pavimento in battuto di argilla, che doveva raccogliere per mezzo di condutture fittili l'acqua piovana dalle mura cittadine e doveva essere stato utilizzato nella prima fase del complesso produttivo. Presso il pozzo era una vasca quadrangolare in muratura rivestita internamente di stucco e riempita di sabbia silicea finissima, presumibilmente utilizzata nella lavorazione della ceramica. A sud uno spazio aperto pavimentato in acciottolato, dove è stato rinvenuto un tratto di muratura con pietre irregolari legate con argilla, che faceva forse parte delle installazioni difensive approntate per l'assedio. Dopo la successiva distruzione della città l'area "K" fu ricoperta da cumuli di detriti, che comprendevano elementi architettonici e pietre ammassate con rifiuti di vario genere.
Qui è stata rinvenuta nel 1979 la statua marmorea nota come il Giovane di Mozia, attualmente conservata nel museo. Nell'area "K est", fra i detriti di vario genere che ne caratterizzano i livelli superiori, è venuto alla luce un bell'esemplare di capitello del tipo cosiddetto proto-eolico (con entrambe le facce decorate a bassorilievo con un fiore di loto stilizzato). Nella parte orientale dell'area "K est" si trova quello che sembra un secondo complesso: un edificio con due ambienti in uno dei quali fu ritrovata sotto lo strato di crollo delle coperture una vasca rettangolare in pietra con resti di bruciato e diverse scorie metalliche, forse riferibile ad un impianto per la lavorazione del metallo.
Una seconda area produttiva, per la tintura e forse per la concia delle pelli, fu individuata nei pressi della "necropoli arcaica", dopo essere stata inizialmente identificata con un "luogo di arsione" legato ai sacrifici del vicino tofet. Questa zona restò in funzione dagli inizi del VII secolo a.C. fino alla distruzione di Mozia agli inizi del IV secolo a.C. Si tratta di una superficie quasi quadrata (m 23,5 x 21,5), delimitata da muri costituiti da piccole pietre, e sul lato est in parte da mattoni crudi. All'interno di questo spazio furono scavate nella roccia piuttosto tenera, circa venti fosse, in maggioranza ellittiche e profonde intorno ai 2 m, con pareti leggermente inclinate e rivestite internamente di argilla cruda di colore grigio-verde, per uno spessore di circa 4 cm, con tracce più o meno consistenti di bruciatura. Alcune fosse erano comprese entro vani irregolari. Completavano l'insieme due pozzi per l'acqua. Ammucchiati in notevole quantità in vari punti dell'area si sono rinvenuti resti di molluschi marini, specialmente murices, che fornivano la materia prima per la tintura di color porpora, una specialità fenicia: si è dunque supposto che l'impianto fosse destinato alla concia e alla colorazione di pelli ed anche di tessuti. Due forni di forma ellittica di grandi dimensioni, collocati all'estremità meridionale dell'area dovevano invece essere destinati alla fabbricazione di vasi. Nella stessa zona fu inoltre rinvenuto un pozzo contenente ceramiche della facie di Thapsos, attribuibili alla seconda metà dell'età del bronzo (XVIII-XVI secolo a.C.), con i tipici recipienti a "fruttiera" che tuttavia in questo caso non presentano alcuna decorazione né incisa né dipinta.

#### Giovinetta di Mozia
La Giovinetta di Mozia è una statua in marmo di epoca greca tardo-arcaica trovata sull’isola di Mozia, in Sicilia, durante una campagna di scavi archeologici del 2025, portata avanti dall’Università di Palermo sotto la guida di Paola Sconzo. La scoperta è stata fatta nell’Area K, conosciuta anche come "Ceramico", dove in passato si fabbricavano vasi e oggetti in terrecotta. Di questa statua, che è stata soprannominata "Giovinetta", si è salvata solo la parte inferiore. Si vedono bene le pieghe di un chitone (un tipo di veste greca), la posizione del passo che fa pensare al movimento, e i resti di alcuni giunti metallicci che servivano a unire la parte bassa con quella alta. Si tratta di un originale greco, fatto in marmo, e si pensa che sia stato scolpito alla fine del VI secolo a.C., oppure all’inizio del V secolo a.C.. Secondo quanto comunicato dall’Università di Palermo, l’opera sarebbe stata fatta da artigiani grechi molto bravi. Il lavoro è raffinato ma anche danneggiato, come capita spesso con le sculture ritrovate in scavi antichi.
L’area del ritrovamento, detta Ceramico, è considerata importante anche dal punto di vista storico. Infatti qui si sarebbe svolta l’ultima resistenza della città di Mozia durante l’assedio da parte di Dionisio di Siracusa nel 397 a.C.. Questo fa capire che la statua era in un luogo importante, e che Mozia era una città dove convivevano più popolazioni e culture. Secondo gli archeologi, qui Greci e Fenici vivevano insieme, condividevano spazi pubblici, e anche forme di arte e religione. Questo mostra quanto fosse viva la mescolanza culturale nel Mediterraneo antico. La scoperta della Giovinetta succede a quella, più vecchia, del cosidetto Giovinetto di Mozia, una statua maschile trovata nel 1979 e datata alla metà del V secolo a.C.. Quella statua è oggi conservata nel Museo Whitaker, sempre sull’isola. Insieme, queste due opere formano una testimonianza importante della stratificazione culturale di Mozia, che è stata un punto chiave per i contatti fra civiltà diverse. Anche lo storico Diodoro Siculo descriveva Mozia come una città piena di belle case e ornamenti artistici. Con questa nuova scoperta, si rafforza l’idea che l’arte greca fosse presente in molti luoghi non greci.

### La Necropoli

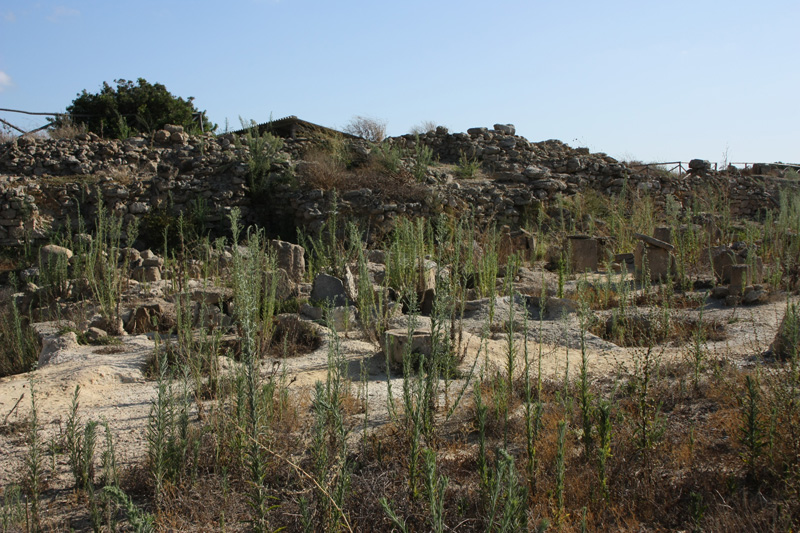
Necropoli

La necropoli della fase arcaica si trova sulla costa settentrionale dell'isola. Si tratta di una vasta zona rocciosa spianata, attraversata dalla cinta muraria, che lascia alcune tombe all'interno della città. Le tombe sono prevalentemente ad incinerazione e sono costituite da piccole fosse scavate nella roccia o nella terra che contengono il cinerario (recipiente dove venivano posti resti combusti del defunto) e ai lati gli oggetti del corredo funerario. I cinerari erano di tre tipi:
- cinerario formato da sei lastre tufacee grezze - quattro laterali, una in basso come fondo e l'altra in alto come coperchio;
- cinerario costituito da anfore di vario tipo;
- cinerario costituito da un blocco monolitico in pietra, quadrato o rettangolare, in cui era ricavata al centro una fossetta quadrata destinata a contenere i resti combusti del defunto; per coperchio aveva o una lastra o un altro blocco monolitico identico.

Il corredo funerario, in genere abbastanza modesto e indifferenziato, è costituito da ceramica fenicio-punica, a cui si accompagnano esempi di ceramica greco-corinzia di importazione, che permettono di datare la maggior parte delle sepolture tra la fine dell'VIII ed il VII secolo a.C., mentre più rare sono le tombe del VI e V secolo. Alcune tombe contenevano inoltre armi di ferro (pugnali e spade) oppure oggetti di ornamento in oro, argento e bronzo (pendagli, bracciali, orecchini, anelli, ecc). Una tomba più ricca presentava quindici vasi in ceramica, fra cui sei vasi corinzi d'importazione, e una statuetta di terracotta fenicia, riproducente una figura femminile che si spreme il seno, quale simbolo di fertilità e fecondità. Un insieme di sedici tombe era delimitato da un muro costituito da rozze pietre compreso fra il muro di cinta della città e la zona industriale. Queste tombe presentarono corredi straordinariamente omogenei costituiti da ceramica fenicio-punica arcaica, e forse appartengono al primo gruppo di coloni. Agli inizi del VI secolo a.C. l'area fu attraversata dalla costruzione delle mura cittadine e la necropoli venne spostata sulla terraferma, sul promontorio di Birgi.

### Il tofet
Il tofet di Mozia (60 m circa di lunghezza) si trova sulla costa settentrionale, nello spazio tra il mare e le mura. Restò in funzione probabilmente sin dalle origini dell'insediamento (VII secolo a.C.), fino a dopo l'assedio siracusano, nel III secolo a.C. In questi secoli si succedettero tre principali fasi. Nella fase più antica il santuario occupava un'area ristretta al centro, sul banco di roccia naturale: si conservano tre strati sovrapposti di urne, che giungono alla metà del VI secolo a.C. Inizialmente (strato VII) le urne venivano deposte sulla roccia, a volte ricoperte da tumuli di pietre che possono presentare in rari casi una pietra ritta alla sommità. Le urne erano costituite da ceramica a impasto o da forme ceramiche greche o fenicie, ma di produzione locale. Nei due strati successivi le deposizioni si infittirono (strato VI) e iniziarono ad essere spesso racchiuse da lastre infisse nel terreno e segnalate con cippi o stele (strato V). In questa prima fase le strutture del santuario si limitarono a muri di recinzione o relativi a ripartizioni interne; un pozzo circolare era presente sul limite nord dell'area. In una seconda fase il santuario venne ristrutturato, parallelamente alle altre opere di monumentalizzazione nella città (metà del VI secolo a.C.): l'area sacra fu estesa verso est, per le deposizioni, con opere di terrazzamento, e verso ovest con la costruzione di un piccolo tempio rettangolare (10 x 5 m) orientato in senso est-ovest. Un podio, forse un altare, si addossa al limite orientale. Altri piccoli edifici e un pozzo quadrato si trovano nella zona di servizio. Le deposizioni (strati IV e III) sono numerose, con stele e cippi di grandi dimensioni, con iscrizioni e raffigurazioni simboliche o antropomorfe, che furono riutilizzate in successive opere di terrazzamento. Negli strati I e II sono presenti solo le urne. Dopo la distruzione dovuta alle vicende della breve conquista siracusana il santuario fu risistemato: le fondazioni del tempio furono utilizzate per lo scarico di terrecotte votive (statuette al tornio o a stampo) e un altro piccolo deposito si trova sul limite settentrionale. Il rialzamento dei muri di terrazzamento inglobò le stele delle fasi precedenti e frammenti architettonici. Ad est e ad ovest dell'area sacra furono inoltre realizzati camminamenti in acciottolato. Le indagini al tofet sono riprese nel 2009 per iniziativa de La Sapienza.

### Abitato
La parte centrale dell'isola era occupata dalla città vera e propria, con un reticolo viario ortogonale, di cui sono stati portati in luce solo alcuni tratti. Nel centro è visibile un tratto di una strada orientata in senso nord-ovest/sud-est, delimitata dalla fronte di diversi edifici. Una pietra collocata verticalmente in corrispondenza di uno spigolo, che doveva fungere da paracarro, rivela la presenza di un incrocio con una via ortogonale, solo parzialmente visibile, che doveva essere parallela alla strada della Porta nord. Nella pavimentazione in battuto della strada si aprono quattro pozzetti circolari, scavati nella roccia e rivestiti di pietre a secco, tre dei quali sono allineati: dovevano servire per l'assorbimento ed il drenaggio delle acque. Al complesso che s'affaccia lungo il lato settentrionale della strada s'accede attraverso una grande soglia in un grande ambiente sulla cui parete di fondo è addossata una piattaforma accessibile da tre gradini e con una canaletta di scolo che sbocca in un pozzo, proprio davanti alla scaletta. Un secondo ambiente più piccolo, lungo e stretto, presenta al centro della parete un bancone rettangolare, mentre un terzo ambiente aveva al centro un pilastro, in cui sono stati rinvenuti resti di ossa combuste. La piattaforma del primo ambiente è stata interpretata come altare per i sacrifici e il complesso come un edificio di culto. Tre piccoli ambienti, cui s'accedeva dalla strada tramite un'altra soglia, sono probabilmente pertinenti ad un altro edificio. Nello scavo sono stati rinvenuti materiali del IV e forse III secolo a.C., posteriori dunque alla distruzione del 397 a.C. Tracce di rimaneggiamenti non sono chiaramente definibili.

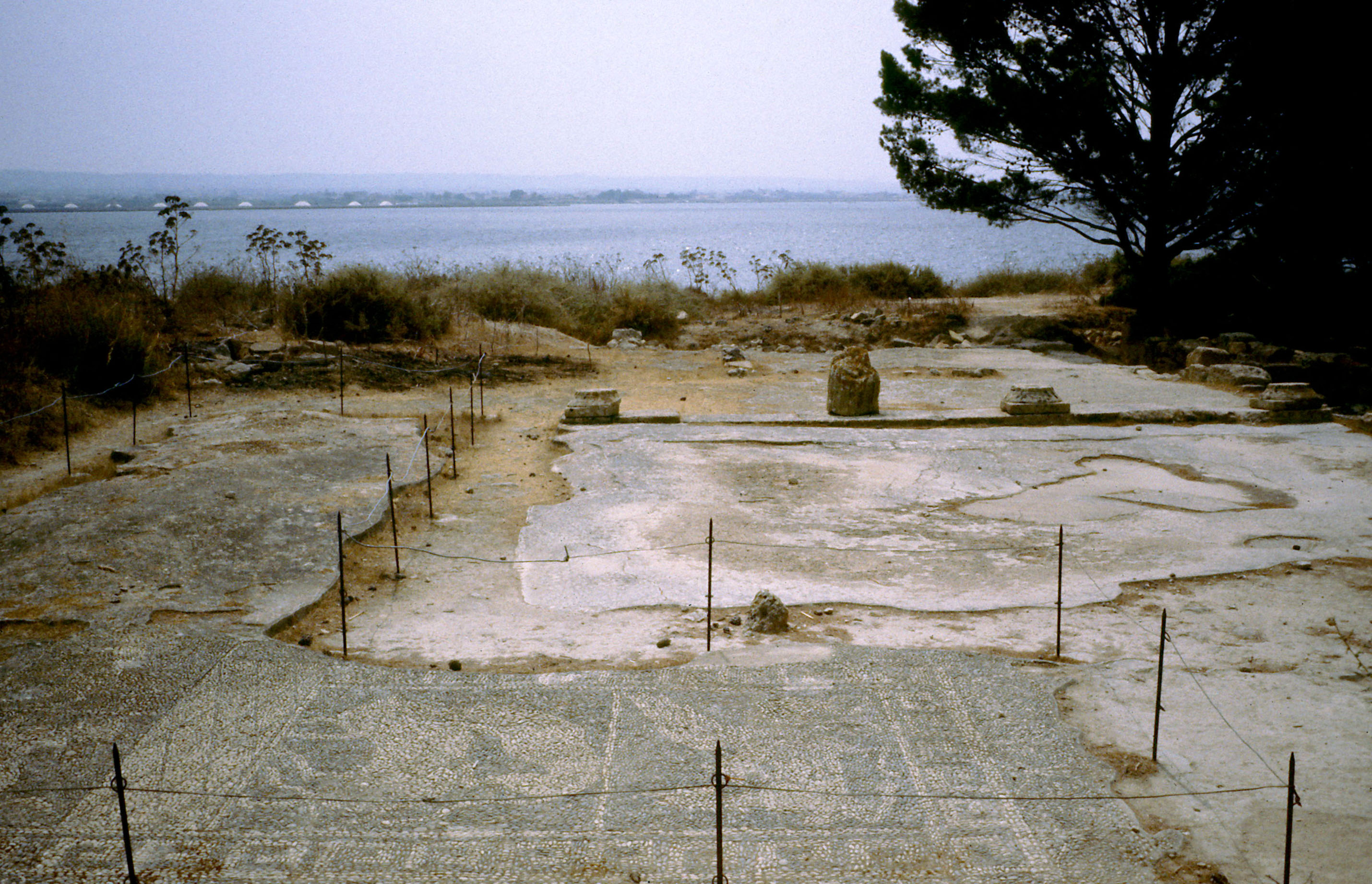
La casa dei mosaici

Lungo la costa sud-orientale dell'isola si trova un complesso edilizio scavato solo parzialmente, denominato "Casa dei mosaici", costruito su due livelli sul pendio che degrada verso il mare. È visibile il limite orientale e l'angolo sud-est si addossa al muro di fortificazione della città. La parte a nord e ad est consisteva in una grande corte rettangolare a peristilio, circondata da alcuni ambienti di carattere residenziale, mentre la parte sud-occidentale era una zona di servizio.
Il pavimento del peristilio era decorato con mosaico a ciottoli neri, bianchi e grigi di cui si conserva un breve tratto nell'angolo nord-est, con pannelli, raffiguranti animali (un leone che assale un toro, un grifone che attacca un cervide, e un leone e un cervide su due pannelli),separati da un motivo a rombi e delimitati da un bordo tripartito (fasce con meandro, fiori di loto e palmette, motivo ad onda).
Un piccolo ambiente all'estremità sud-occidentale della corte aveva un pavimento a scacchiera di cocciopesto e scaglie di pietra bianca. Gli ambienti ad est, solo i pavimenti. Nell'ambiente meridionale era collocata una piccola struttura interpretata come un piccolo forno. La zona di servizio s'articola in sei ambienti, forse ricavati in parte in un preesistente edificio, con murature in pietre e materiali di recupero. L'ambiente comunicante con la corte presentava un pozzo scavato nel terreno e fu successivamente occupato anche da un focolare. Lungo il lato ovest corre una canaletta che conduceva l'acqua piovana raccolta nella corte all'esterno dell'edificio, sfruttando l'andamento del terreno in discesa. Un ambiente adibito a magazzino conserva i resti di tre grandi pithoi, In un altro ambiente furono rinvenuti cinque capitelli dorici e uno corinzio, apparentemente immagazzinati, pertinenti ad almeno due fasi diverse del peristilio. mentre anche altri elementi architettonici erano presenti nell'area. L'edificio dovette subire dei rimaneggiamenti e fu probabilmente oggetto di spoliazioni. La datazione dell'edificio e del pavimento a mosaico è discussa: l'assenza di dettagli interni delle figure e la partizione dei pannelli con rombi a linee bianche su fondo nero, trovano confronti nel III secolo a.C. (Eretria, Olbia, Tarso).

### La Casermetta

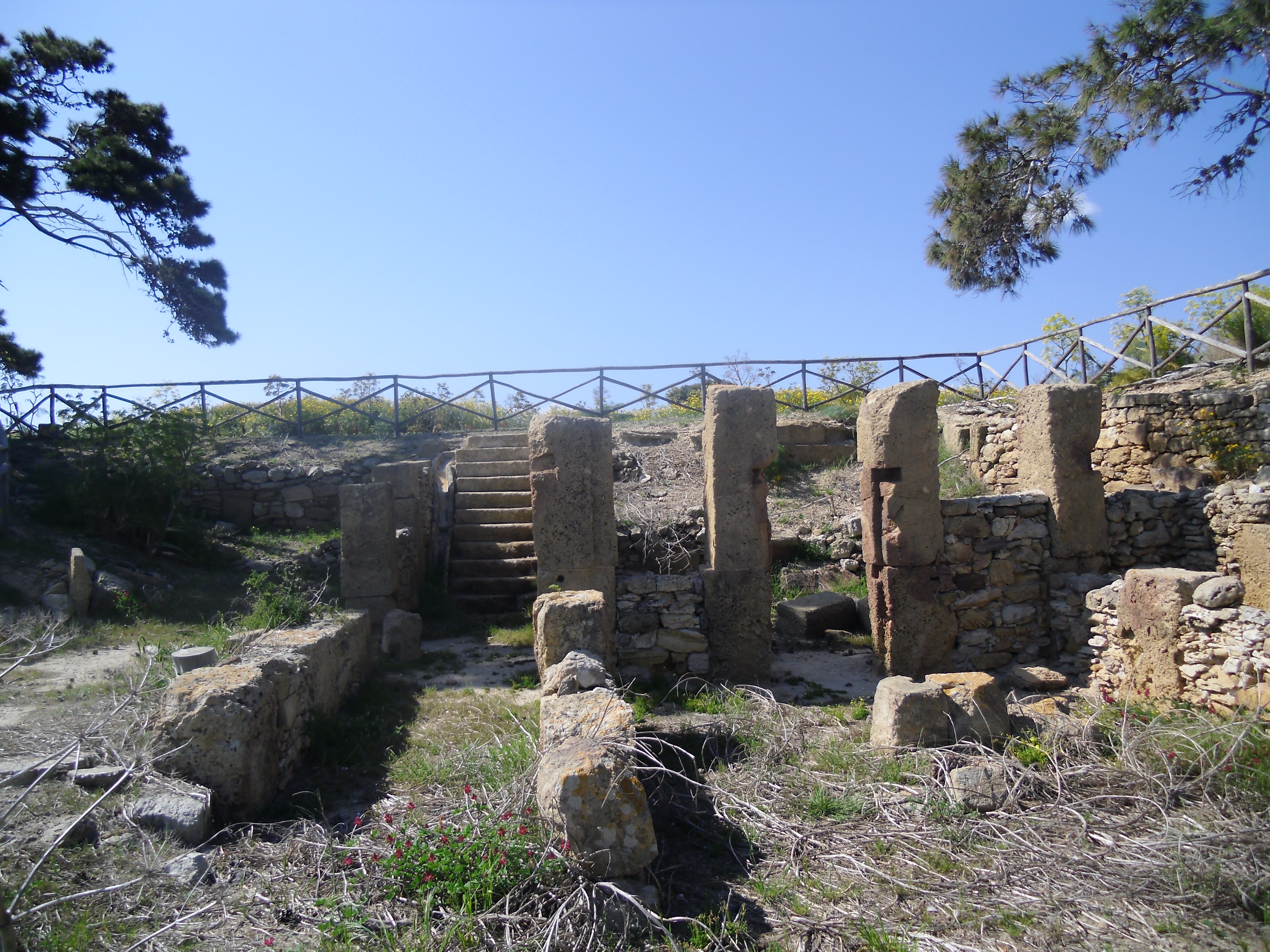
La Casermetta

La Casermetta deve il suo nome ad un edificio addossato all'esterno di una grande torre delle mura, sulla costa meridionale, tra la Casa dei mosaici e la Porta Sud. L'edificio è suddiviso in due parti poste ai lati di un corridoio scoperto, in fondo al quale una scala conduce al piano superiore sopra le mura difensive, dove si trovano i resti del pavimento di un ambiente scoperto, in cocciopesto con canaletta di scolo per l'acqua piovana. Al piano terra la parte orientale s'articolava in tre ambienti, di cui due contigui posti sulla fronte dell'edificio, ed uno più interno di dimensioni maggiori, comunicante sia col corridoio che con uno dei due ambienti frontali. La parte occidentale consisteva in tre ambienti allineati non ben conservati. I muri sono costruiti con tecnica "a telaio", presente anche altrove a Mozia e in ambiente punico: grossi blocchi d'arenaria di misure uniformi e posti ad intervalli regolari costituiscono l'ossatura del muro, mentre altri blocchi simili sono utilizzati per gli stipiti delle porte, che conservano traccia degli incassi per i telai lignei. I tratti di muratura tra i blocchi sono costituiti da piccole pietre con legante. La destinazione d'uso di quest'edificio è ignota e l'assenza di dati stratigrafici ne rende problematica la datazione. La sua costruzione è comunque posteriore a quella della grande torre della cinta muraria, mentre la sua distruzione fu dovuta ad un incendio, forse in relazione con l'assedio del 397 a.C.
Tra il kothon e la Porta sud si trova un gruppo di costruzioni di difficile lettura a causa della stratificazione di diverse fasi edilizie e del cattivo stato di conservazione. Agli inizi del VII secolo a.C. era presente una grande casa con cortile, che si estendeva anche nel settore poi occupato dalla Porta e venne distrutta tra la fine del VII e gli inizi del VI secolo a.C. Un secondo edificio con pianta simile venne ricostruito sui resti del precedente, a cui si aggiunge un primo muro di fortificazione. Intorno alla metà del VI secolo l'area venne probabilmente di nuovo riorganizzata in dipendenza dell'organizzazione del vicino kothon. Intorno alla metà del V secolo a.C. il muro difensivo viene abbattuto, per essere sostituito dalle fortificazioni, con la Porta sud e una torre situata sulla banchina del canale del kothon. Alla fine del secolo all'interno delle mura si impianta un quartiere con alcuni edifici a pianta irregolare, ai lati di uno stretto vicolo, dotati di pozzi al centro dei cortili: in uno di essi si conserva una canalizzazione in terracotta che raccoglieva l'acqua piovana delle mura difensive. In occasione dell'assedio furono scavati dei fossati davanti alle mura e con i materiali di risulta venne costruito uno sbarramento in corrispondenza della porta. Un muro curvilineo all'interno delle fortificazioni inglobava il quartiere. Dopo la distruzione l'area venne abbandonata

### Kothon

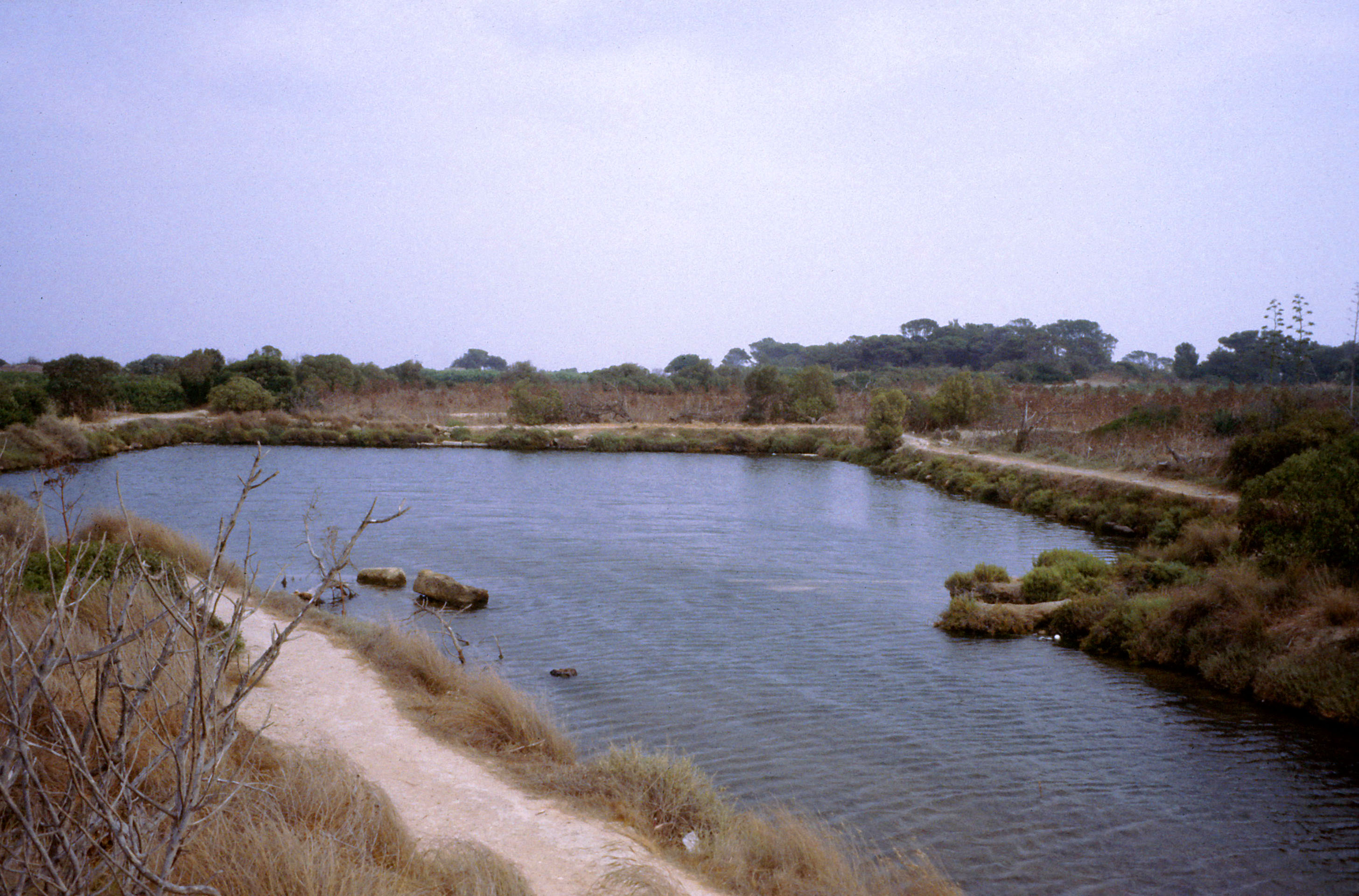
Il kothon

Il kothon è stato identificato come una piscina sacra connessa con il Tempio adiacente scoperto e scavato dalla Missione della Sapienza dal 2002 al 2010. La vasca, che era alimentata da una sorgente di acqua dolce, attraverso una serie di sette blocchi di calcarenite inseriti nello strato marnoso, ma a contatto con la falda freatica, era chiusa verso lo Stagnone di Marsala, essendo stata - solo successivamente - dopo l'abbandono di Mozia, trasformata in bacino ittico e poi in salina. D'altra parte l'antica interpretazione della piscina come un'installazione portuale è sconfessata anche dagli studi sul livello antico delle acque, che era di circa 1 m inferiore a quello attuale (come indica peraltro la famosa strada sommersa). La piscina era collegata da un canale costruito con il pozzo sacro posto al centro del Tempio del kothon ed è stata paragonata a quella del santuario detto "Maabed" di Amrit in Siria, un luogo di culto fenicio coevo al kothon di Mozia (VI secolo a.C.).

### Bacino di carenaggio

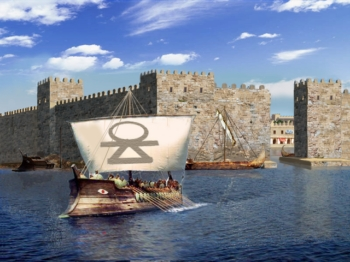
Ricostruzione dell'ingresso del kothon moziese con il suo bastione rinforzato.

In corrispondenza del kothon, nel corpo delle mura urbiche fu costruito un bacino di carenaggio (solo successivamente collegato con la vasca (v. sopra). Il fondo di questa installazione era pavimentato con blocchi di calcarenite e al centro vi era ricavato un solco longitudinale, a sezione semicircolare. Le pareti erano rivestite da blocchi squadrati disposti in filari aggettanti sì da formare pareti gradinate. All'estremità erano presenti due strutture triangolari in blocchi e sulle banchine furono ricavate scanalature per l'inserimento di elementi lignei. In questa parte del canale doveva funzionare come cantiere per la riparazione delle navi, la cui chiglia scivolava sul solco ricavato sul fondo appoggiandosi alle strutture triangolari e ad elementi in legno inseriti nelle scanalature delle banchine. Il canale, a nord, s'allargava notevolmente verso il bacino, mantenendo la stessa profondità della parte meridionale ed era privo di pavimentazione. L'ingresso del canale venne successivamente chiuso alle due estremità da muri costruiti sopra lo strato di fango depositato sul fondo. Anche i muri lungo la parte più interna del canale sono frutto di una tarda risistemazione. Il canale e il bacino furono scavati probabilmente nella seconda metà del VI secolo a.C. e dovette essere risistemato nella seconda metà del V secolo a.C., con altri parziali rimaneggiamenti in epoca successiva.

## Museo Whitaker
Il Museo Whitaker ha 2 sezioni, una antica della donazione Whitaker, l'altra moderna e custodisce i ritrovamenti archeologici nell'area.

## Patrimonio dell'umanità
Nel 2006 Mozia, insieme all'antica Lilibeo è stata inserita tra i siti candidati come Patrimonio dell'umanità dell'UNESCO come Mothia Island and Lilibeo: The Phoenician-Punic Civilization in Italy